# كمال مظهر أحمد
كمال مظهر أحمد (1937 - 16 آذار 2021)، مؤرخ ومفكر عراقي كردي.

## سيرته
ولد الدكتور كمال مظهر أحمد الحاج رسول في قرية أخجلر وهي في ناحية تابعة للواء كركوك سنة 1937. كان والده ضابط شرطة. أنهى دراسته الثانوية سنة 1955 ودخل دار المعلمين العالية (كلية التربية فيما بعد) ببغداد وتخرج فيها سنة 1959. وحصل على البكالوريوس في التاريخ بمرتبة الشرف سنة 1959.
سافر إلى الاتحاد السوفيتي السابق لإكمال دراسته العليا وحصل على الدكتوراه سنة 1963 من معهد الاستشراق التابع لأكاديمية العلوم السوفيتية ولم يقف عند هذا الحد، بل استمر للحصول على دكتوراه ناؤوك من المعهد ذاته سنة 1969 وهي أعلى شهادة معروفة في الاتحاد السوفيتي آنذاك.
عاد إلى العراق وعمل مدرسا في قسم التاريخ بكلية الآداب ورقي إلى مرتبة الأستاذية سنة 1981. أعيرت خدماته إلى المجمع العلمي الكردي وشغل منصب الأمين العام ومساعد رئيس المجمع للشؤون العلمية بين سنتي 1971 و1975. كتب عنه صديقنا الأستاذ حميد المطبعي في موسوعة أعلام العراق في القرن العشرين (الجزء الأول، بغداد، 1995).
أشرف على العديد من رسائل وأطروحات الدراسات العليا في جامعات عديدة وكانت معظم هذه الرسائل والاطروحات تدور حول الشؤون الإيرانية وقضايا تاريخ العراق المعاصر والسياسة التركية ومسائل الفكر والاستشراق والشخصيات التي قدر لها أن تقوم بدور مهم في تكوين العراق الحديث والمعاصر.
يذكر جمال الدين فالح الكيلاني أن «كمال مظهر أحمد» كان يؤكد باستمرار على أهمية الأخوة العربية الكردية ليس على مستوى العراق فحسب وإنما على المستوى القومي. ومما كان يصرح به باستمرار أن الكُرد كسبوا بعد دخولهم الدين الإسلامي الشيء الكثير فلقد «تحولوا إلى عنصر مهم. من عناصر بناء الحضارة العربية الإسلامية والشواهد في هذا المضمار أكثر من أن تحصى ومنها مثلا جيش صلاح الدين الأيوبي، فالمؤرخ عماد الدين الكاتب والمؤرخ ابن الأثير الذي قلما يلتقي مع عماد الدين كاتب صلاح الدين الأيوبي في هكذا قضايا يؤكد أن نحو نصف جيش صلاح الدين الأيوبي كان من المتطوعين الكورد وهناك شواهد أخرى كثيرة…»

## مؤلفاته
للأستاذ الدكتور كمال مظهر أحمد مؤلفات عديدة وخاصة باللغتين العربية والكردية. ومن مؤلفاته المطبوعة:
- كردستان في سنوات الحرب العالمية الأولى (طبعتان 1977 ـ 1984)
- ثورة العشرين في الاستشراق السوفيتي 1977
- أضواء على قضايا دولية في الشرق الأوسط 1978
- دور الشعب الكردي في ثورة العشرين العراقية 1978
- النهضة : (عصر النهضة الأوربية) 1979
- الطبقة العاملة العراقية 1981
- ميكافيلي والميكافيلية 1984
- صفحات في تاريخ العراق المعاصر 1987
- كركوك وتوابعها: حكم التاريخ والضمير 2004
- تحقيق : مذكرات أحمد مختار بابان 1998

وكل هذه المؤلفات باللغة العربية. كما أن له مؤلفات أخرى باللغتين الكردية والروسية.